# 仁愛路 (嘉義市)
仁愛路（Ren'ai Rd.）為臺灣嘉義市南北向的重要道路之一。北至中山路；南至新民路。

## 沿經行政區域
- 西區

## 車道配置
- 全線：雙向各一車道

## 沿線設施
（由北至南）
- 嘉年華影城 （页面存档备份，存于）（617號1樓及4樓）
- 台北富邦商業銀行嘉義分行（395號）
- 安泰商業銀行嘉義分行（381號）
- 合作金庫商業銀行南嘉義分行（民族路746號）
- 行政院農業委員會農糧署南區分署嘉義辦事處（327號）
- 憲兵指揮部 （页面存档备份，存于）嘉義憲兵隊（垂楊路704號）
- 經國新城
- 仁愛兒童遊戲場 （页面存档备份，存于）（兒5）